# FC・デュプレッシー
FC・デュプレッシー(FC du Plessis、2001年2月7日 - ）は、ジャパンラグビーリーグワン三重ホンダヒートに所属するラグビー選手。フルネームは『Frederik Carel du Plessis』。

## プロフィール
- 南アフリカ・ブルームフォンテーン出身[1]。
- ポジションはスタンドオフ(SO)、フルバック(FB)。
- 身長 185 cm、体重 87 kg

## 略歴
RCトゥーロン、ブルー・ブルズ、ブルズを経て、2023年、三重ホンダヒートに加入。
2024年12月28日に行われたJAPAN RUGBY LEAGUE ONE第2節カンファレンスBトヨタヴェルブリッツ戦にて先発出場でリーグワン公式戦初出場を果たした。